# IC 3385
IC 3385 ist eine irreguläre Zwerggalaxie vom Hubble-Typ dIrr im Sternbild Coma Berenices am Nordsternhimmel, welche etwa 310 Millionen Lichtjahre von der Milchstraße entfernt ist.
Das Objekt wurde am 23. März 1903 vom deutschen Astronomen Max Wolf entdeckt.